# 행복한 이별
"행복한 이별"은 한국에서 제작된 권혁진 감독의 1971년 영화이다. 남궁원 등이 주연으로 출연하였고 신상옥 등이 제작에 참여하였다.

## 출연

### 주연
- 남궁원
- 남정임